# Joseph Cressot
Pour les articles homonymes, voir Cressot.
Joseph Cressot, né le 10 janvier 1882 à Chatoillenot et mort le 15 février 1954 à Saint-Cloud, est un inspecteur de l'instruction primaire dès 1909, promu directeur de l'école normale de Montigny-lès-Metz de 1930 à 1940, puis Inspecteur général de l’Éducation nationale après sa nomination par le gouvernement de Vichy en novembre 1940. Ce spécialiste de l'instruction primaire, haut-marnais d'origine et parisien à la fin de sa vie, a été un pédagogue à la fois proche pour le respect de l'élève et rival de Célestin Freinet pour l'exigence de la fonction du Maître à l'école, et la place des travaux dirigés, ainsi que tardivement, un écrivain régionaliste français.

## Biographie
Joseph Cressot naît dans une famille de petits vignerons le 10 janvier 1882 à Chatoillenot, commune disparue aujourd'hui, au territoire inséré dans le regroupement communal dénommé Le Val-d'Esnoms, en Haute-Marne. Il est le fils de François Xavier Cressot, né en 1850 et de Marie Florentine Seuret, née en 1857. Le couple a eu aussi trois filles. Après avoir été élève boursier de l'École normale de Chaumont à partir de 1898, le major de promotion chaumontois est invité à préparer durant toute l'année scolaire 1901-1902 à l'École normale de Beauvais le concours d'entrée à l'École normale supérieure de Saint-Cloud et le réussit. Mais il échoue ensuite à l'agrégation de lettres en 1905, et perd son droit à la bourse. Il devient instituteur de remplacement par nécessité à l'école supérieure de Joinville, avant d'être muté à Bonneville en Haute-Savoie en 1906. Il est reçu à l'agrégation en 1907, puis passe en 1909 l'examen d'inspecteur primaire, souhaitant se rapprocher de sa région natale. Il est nommé inspecteur de l'Instruction publique de la circonscription de Bar-sur-Seine en 1909. Comme son métier d'inspecteur l'oblige à sillonner la contrée, il devient à la fois un grand cycliste et un marcheur invétéré, découvrant de nouveaux horizons et se nourrissant de rencontres. Il met aussi en place des stratégies de visites importunes ou de contre-visite surprise, pour éviter les effets de préparation sage ou les artifices de présentation conventionnelle.
En 1910, le jeune marié perd en quelques mois et son épouse et son fils qui venait de naître. Longtemps mélancolique, il se remarie à la mi-août 1914 avec Jeanne Usselmann, ancienne normalienne, originaire de la commune d'Avril. Il est mobilisé à Troyes.
Incorporé à 32 ans comme seconde classe du 37e régiment d'infanterie, l'observateur Cressot n'est envoyé au front sur la Somme que le 24 juillet 1916. Déjà caporal sur le front de la Somme et à Nomeny, il participe en 1917 à la Bataille du Chemin des Dames après laquelle il est promu sergent. L'observateur est ensuite promu adjudant, puis sous-lieutenant à Verdun en 1918. Il termine la guerre avec le grade de lieutenant toujours dans la territoriale.
L'inspecteur de l'instruction primaire et sa petite famille déménage à Saverne à partir de 1919. Il publie régulièrement des leçons modèles d'histoire et de morale dans La Collaboration pédagogique, revue publiée à Strasbourg par les éditions Istra. Après trois ans, il est nommé inspecteur des écoles primaires de la circonscription de Montigny-les-Metz, alors que son épouse obtient le poste de professeure de lettres à l'école primaire supérieure de la rue Taison à Metz. Malgré la crise du logement qui marque l'agglomération messine, la famille Cressot trouve à se loger rue de Pont à Mousson. Le visage de Joseph devient familier aux habitants de Montigny-lès-Metz, il circule dans les rues et dans la campagne à vélo et n'évite nullement les causettes. En 1930, il est nommé directeur de l'École normale de garçons de Montigny-lès-Metz, et contribue à son évacuation vers Poitiers en octobre 1939, après une intense préparation dès la mi-août. En 1941, Joseph Cressot réside désormais à Paris, après avoir été nommé inspecteur général des Écoles normales, sous l'autorité directe du gouvernement de Vichy.
C'est pendant son séjour en Moselle qu'il fait paraître en 1937, dans le journal Le Républicain lorrain dirigé par Victor Demange, une chronique Le Paysan et son village qui prend la forme d'un feuilleton animant ses vieux souvenirs. Convaincu que la Grande Guerre avait profondément changé les campagnes, il y raconte son enfance dans un village des environs de Langres, aux confins des terres de Champagne, de Bourgogne et de Lorraine, et alors le succès de cette parution est important. Un projet de livre synthétisant ses souvenirs, illustré par son ami Jean Morette est lancé fin 1938, mais son ami éditeur Victor Demange doit l'interrompre, prenant en compte le grand déménagement chamboulant l'école normale de Moselle dès la mi-août et l'entrée en guerre en septembre 1939. Début 1941, Joseph Cressot reprend les dernières épreuves et met en forme le livre, mais il peine à trouver un éditeur. En 1943, l'éditeur parisien Stock accepte d'assurer la publication du livre, mais privée des illustrations de Morette et sous le titre plus évocateur Le Pain au lièvre. Cet ouvrage évoquant le monde rural d'autrefois, malgré un papier de piètre qualité ne pouvant montrer d'illustrations, connaît un franc succès, et, approuvé par le régime vichyste, reçoit à la fois le prix Sully-Olivier de Serres à l'unanimité en 1943 et le prix de l'Académie (2000 F) en 1944. Plusieurs rééditions vite épuisées confirment cet indéniable succès de librairie, alors que le projet d'édition initial avec les illustrations de Jean Morette, par Le Républicain Lorrain, qui est pourtant approuvé dès 1945 par l'auteur, ne voit le jour qu'en 1953.
Ce grand fonctionnaire de l'administration scolaire de Vichy reçoit la légion d'honneur le 1er octobre 1946. Il écrit la préface du livre L'écriture et la connaissance des enfants de Gaston Mialaret (1918-2016) et André Lecerf (1887-1974), paru chez Bourrelier en 1951.
Il meurt brutalement le 15 février 1954 à Saint-Cloud. Il est enterré avec son épouse au cimetière d'Avril, en Meurthe-et-Moselle. Après la Grande Guerre, Joseph Cressot s'est impliqué personnellement dans l'Œuvre des Pupilles de l'École publique, association crée en 1915, qui a offert un secours à plus de 300000 enfants pendant l'entre-deux-guerres. L'association après 1944 s'est orientée vers l'aide aux enfants malades, misérables ou sans famille, en bénéficiant du soutien fidèle de Joseph Cressot.

## Une pédagogie Cressot méconnue
Dès 1919, Joseph Cressot de retour à sa fonction d'inspecteur des écoles primaires comprend la nécessité d'une réforme scolaire en France. Il faut en finir avec un bourrage de savoirs informes, érudition parcellaire ou barbouillage encyclopédique, admettant la théorie de l'enfant réceptacle, associée à une conception verticale de l'enseignement. Il faut donc associer l'enfant à divers apprentissages à son rythme et par dessus tout, valoriser l'entraide et faire confiance. Son carnet de guerre, rappelant la nécessaire cohésion au sein d'une unité militaire efficace, insiste sur le respect d'autrui, et cette ouverture d'esprit pour dépasser les clivages trop souvent imposés entre classes sociales. L'école maternelle, dès la prime jeunesse, doit éveiller à la perception sensorielle, sous toutes ses formes.
En marge des 36 heures en classe obligatoire, la création de travaux dirigés lui apparaît déjà comme une solution levier, qu'il préconise et applique en 1941 plus tard au sommet de l'Instruction sous l'autorité du gouvernement de Vichy. Il est très tôt favorable aux sorties des classes primaires à pied, assurant une découverte du monde environnant. Apprendre à connaître les choses de la vie, éprouver des sensations et faire naître la curiosité constituent des préalables avant d'aborder l'étude plus austère des savoirs ou des sciences. Dès les années vingt, il connaît en expert "L'Éducation Nouvelle" proposé par son cadet Célestin Freinet, instituteur, fils de paysans qui a participé aussi à l'offensive du chemin des Dames. Mais ce dernier est adepte d'une grande liberté laissée à l'écolier, une conception qu'il juge libertaire et réprouve en partie, ce qui les opposent. Le maître n'indiquerait que l'itinéraire cohérent, favorisant la préparation d'écrits, leurs diffusions, partages et échanges au loin par le moyen de l'imprimerie scolaire, activité pivot selon la pédagogie Freinet. Joseph Cressot conserve un principe d'autorité intangible et prégnant: l'instituteur nullement absent reste le maître de ce qui se passe dans sa classe, comme dans le groupe ayant reçu une tâche spécifique. Le maître d'une classe ne peut être un poteau indicateur passif ou neutre, il doit s'imposer, par son exigence et ses qualités, en véritable guide du milieu, autant géographe que écologue ou sociologue. Freinet, en père de l'École émancipée, estime a contrario que l'inspecteur général Cressot bafoue l'expression libre et n'est qu'un réformateur timoré, apolitique, incapable de changer la société. 
Les élèves normaliens le surnommaient après 1932 "le petit père" autant pour sa petite taille que pour sa bonhomie alliée à une grande rigueur. Le directeur apprécie et les prises de paroles mesurées et les discussions argumentées. En dehors des cours à Montigny-lès-Metz, il incite à l'organisation de causeries entre élèves, surveillants et professeurs, y compris sur des thèmes d'actualité.
Omniprésent dans la pédagogie que Joseph Cressot applique à l'école sous Vichy progressivement après 1941, l'emploi du symbole fait partie du procédé d'initiation. Dans sa grammaire du cours moyen, apparaissent les codes de couleurs pour signaler les fonctions grammaticales : vert pour le groupe sujet, rouge pour le verbe, bleu pour le complément d'objet, noir pour le complément circonstanciel etc. Bien différent de l'enseignement Freinet, un chapitre se compose d'une histoire, d'un exercice approprié d'orthographe, d'une leçon de grammaire, en portant une grande attention à l'action portée par les verbes. Exerçant ses hautes fonctions pour, à la fois, élever le niveau de connaissance et assurer l'épanouissement personnel du plus humble écolier, Joseph Cressot ne perd de vue la perspective d'une démocratisation de l'enseignement, un point de vue qu'il partage paradoxalement avec le ministre proscrit Jean Zay alors que chaque classe d'écoles primaires salue le portrait officiel du Maréchal Pétain et entonne en chœur "Maréchal, nous voilà".

## Odonymie, établissements scolaires ou institutions marqués par son patronyme
Le souvenir nominal de Joseph Cressot se perpétue avec une impasse à Orléans, une école primaire d'application et une rue à Montigny-lès-Metz, une rue, un lotissement et un collège à Sarralbe, une rue à Langres, divers établissements en Haute-Marne, un Institut d’Éducation Sensorielle ou IES Joseph Cressot spécialisé dans la déficience auditive, associé au siège de l'inspection académique à Chaumont, un collège Joseph Cressot appartenant à l'ensemble scolaire de Joinville, une école primaire au Val d'Esnom. Le Pain au lièvre, titre de son recueil de souvenirs, dénomme la grand'rue de Chatoillenot et sa maison natale se situe dans la rue Joseph Cressot.

## Œuvres pédagogiques, documentaires et littéraires de Joseph Cressot
- Le département de la Moselle : leçons de géographie pour les écoles primaires, in octo, Librairie des écoles, Imprimerie Paul Even, Metz, 1927, 47 pages. Cartes.
- Initiation à la géographie locale. Introduction. Plan d'une monographie communale. Esquisse d'une description régionale, Imprimerie Paul Even, Metz, Première édition en 1928, Seconde édition, 1932, 56 pages.
- Pour la vie morale de nos enfants. L'Éducation civique et morale à l'école primaire, in octo, Istra, Paris et Strasbourg, septembre 1936, 216 pages, figures et cartes. Réédition sous le titre simplifié L'Éducation morale à l'école primaire par Istra, Strasbourg et Paris, en 1947 avec les illustrations de Jean Morette.
- Grammaire (CP, CE, CM et fin d'étude), chez Bourrelier, Paris (dès 1941) puis chez Armand Colin. Par exemple, 
  - (Avec Georges André et l'illustratrice Véra Braun), Le Français. Classe de fin d'études - Certificat d'Études primaires. Vocabulaire, Grammaire, Conjugaison, Orthographe, Récitation, Rédaction, Bourrelier, Paris, 1962, 336 pages.
  - (Avec Eugène Royer et l'illustratrice Véra Braun), Le Français : cours moyen et classes de 8e et 7e: vocabulaire, grammaire, conjugaison, orthographe, récitation, rédaction, Armand Colin 14e édition en 1968, 231 pages.
  - (Avec Edmond Royer, Georges André et l'illustratrice Véra Braun), Le Français. Cours élémentaire et classes de 10e et 9e. Vocabulaire, grammaire, conjugaison, orthographe, élocution, rédaction, cours J. Cressot, Bourrelier édition, (sans date fin des années 1970 ?), 157 pages.
- Le Pain au lièvre, collection "Les essais", in-16 (format 190 x 130 cm), Stock (période directoriale Delamain et Boutelleau), Paris, 1943, 253 p., planches avec eau-forte de Charles Bouleau, couv. ill. De nombreuses rééditions suivront, certaines avec une lettre élogieuse en préface de Mme Colette et souvent après 1953, les illustrations par 105 bois originaux de Jean Morette.
- Coauteur avec l'historien de la Meurthe et inspecteur général de l'Instruction publique après novembre 1941, Albert Troux (1895-1980), La géographie et l'histoire locales, chez Bourrelier, Paris, 1946, 176 pages.
- Le Jean du Bois, Collection "Littérature régionale", Stock (période directoriale Delamain et Boutelleau/Chardonne), Paris, 1950, 220 pages. Cette seconde œuvre littéraire, formelle, moins incarnée et peu prisée du grand public, a été toutefois rééditée une dizaine de fois. Disponible sur gallica.bnf.fr.
- Jacques Sauvadet (présentation), 14-18, Du canon à la plume, collection "Histoire de la Défense", L'Harmattan, 14 octobre 2014, 204 pages,  (ISBN 9782336359199). Notes de guerre in extenso tirées du carnet manuscrit du soldat Joseph Cressot, rédigé du 26 novembre 1916 au 3 avril 1918, avec dessins et photographies.

## Sources bibliographiques
- Laurette Michaux, "Joseph Cressot (1882-1954)", in "Communication de l'année académique 2022-2023", Mémoires de l'Académie nationale de Metz, 2023, 348 pages, article cité p. 151-163. en cinq paragraphes i) Une ascension sociale fondée sur le mérite p. 151-152, ii) Le directeur d'École Normale de la Moselle (1930-1940) p. 152-155, iii) l'homme de lettres p. 155-158, iv) Cressot, inspecteur général de l'Education nationale pour l'enseignement primaire, un pédagogue accompli et novateur p. 158-160, v) Le soldat de la Première Guerre mondiale p. 160-163.
- « Nécrologie », Le Pays lorrain, Nancy, Berger-Levrault,‎ 1954, p. 71 (lire en ligne, consulté le 7 février 2020). .
- La collaboration pédagogique, revue édité par Istra, Strasbourg, 1919-1930.